# Regolamento Internazionale Veicoli
Das  Regolamento Internazionale Veicoli (RIV) bzw. Regolamento Internazionale dei Veicoli gehört zu den Rechtsvorschriften für den internationalen Eisenbahnverkehr und ist ein erstmals 1922 zwischen europäischen Eisenbahn-Unternehmen beschlossenes Abkommen über international einsatzfähige Güterwagen. Es wurde am 1. Juli 2006 durch den Allgemeinen Vertrag für die Verwendung von Güterwagen (AVV) abgelöst. Das Zeichen RIV steht jedoch weiterhin für international einsetzbare Güterwagen.
Einzig die Beladevorschriften in der Anlage II sind bis auf Widerruf in Kraft geblieben. Der Rest wurde in den AVV übernommen und abgelöst oder aufgehoben.
Im RIV wurde festgelegt, welche technischen Bedingungen ein Wagen erfüllen muss, um international eingesetzt werden zu dürfen. Wagen, die diese Bedingungen erfüllten, trugen das Symbol RIV und durften ohne gesonderte Zulassung bei allen RIV-Eisenbahnen verkehren. Anhand der ersten beiden Nummern in der 12-stelligen Wagennummer war ersichtlich, ob es sich um einen RIV-Wagen handelte.
Es waren die Nummern
- 01-06 (-08)
- 11-16 (-18)
- 21-26 (-29)
- 31-36 (-39)

Anmerkung; Die Nummernbereiche in Klammern waren für den Gemeinsamen Güterwagenpark reserviert, die – wenn sie entsprechend gebaut waren – auch das RIV-Zeichen tragen konnten, aber nicht mussten. Heute ist die 27 bzw. 37 in Deutschland wieder in Verwendung und von den ehemaligen AAE-Wagen belegt (als UIC-Bahnverwaltung hatte AAE ehemals den UIC-Code 68), die mit der Einführung des Ländercodes in "80 D-" integriert werden mussten. Diese tragen alle das RIV Zeichen.
Wagen ohne RIV-Zeichen konnten, wenn sie ein Vereinbarungsraster hatten, in den entsprechenden Ländern verkehren. Wenn ein Wagen weder RIV-tauglich war, noch ein Vereinbarungsraster für die entsprechende fremde Bahnverwaltung trug, musste er als außergewöhnliche Sendung verkehren.
Die Beladevorschriften sind in der Anlage II des RIV geregelt, die Übergabeuntersuchung der Güterwagen im Band XII.